# Wapen van Warfstermolen

Wapen van Warfstermolen

Het wapen van Warfstermolen is het dorpswapen van het Nederlandse dorp Warfstermolen, in de Friese gemeente Noardeast-Fryslân. Het wapen werd in 1976 geregistreerd.

## Beschrijving
De blazoenering van het wapen luidt als volgt:
In goud drie rode molenijzers, geplaatst 1:2, met een groene schildvoet".
De heraldische kleuren zijn: goud (goud), keel (rood) en sinopel (groen).

## Symboliek
- Gouden veld: staat voor het goudgele koren dat rond het dorp heeft gestaan.[2]
- Molenijzers: symbool voor de molen die eertijds in het dorp stond en waar het dorp ook zijn naam aan ontleent.[2]
- Groene schildvoet: duidt op de vruchtbare kleigrond rond het dorp.[2]

## Zie ook

Vlag van Warfstermolen